# Пембина-Вэлли (область)
Пембина-Вэлли (англ. Pembina Valley) — область в южной части канадской провинции Манитоба. 
Название происходит от простирающейся в юго-западной части области долины реки Пембина.
Область разделена Статистической службой Канады на два переписных участка (№3 и №4). Площадь области составляет 9 790,98 км², население — 60 656 человек, большая часть которого занята в сельском хозяйстве.

## Крупнейшие населённые пункты
- Алтона
- Гретна
- Кармен
- Картрайт
- Кристал-Сити
- Маниту

- Морден
- Моррис
- Пайлот-Маунд
- Плам-Кули
- Роланд
- Сомерсет
- Уинклер — крупнейший город области
- Эмерсон

## Туризм и отдых
На территории области располагается провинциальный парк "Долина Пембина".